# Dysderina keyserlingi
Dysderina keyserlingi là một loài nhện trong họ Oonopidae.
Loài này thuộc chi Dysderina. Dysderina keyserlingi được Eugène Simon miêu tả năm 1907.